# Amtsgericht Wustrow
Das Amtsgericht Wustrow war ein Gericht der ordentlichen Gerichtsbarkeit in Wustrow.
Nach der Revolution von 1848 wurde im Königreich Hannover die Rechtsprechung von der Verwaltung getrennt und die Patrimonialgerichtsbarkeit abgeschafft. Das Amtsgericht wurde daraufhin mit der Verordnung vom 7. August 1852 die Bildung der Amtsgerichte und unteren Verwaltungsbehörden betreffend als königlich hannoversches Amtsgericht gegründet.
Es umfasste das Amt Wustrow.
Das Amtsgericht war dem Obergericht Dannenberg untergeordnet. Im Jahre 1859 wurde das Gericht aufgelöst und sein Gerichtsbezirk dem Amtsgericht Lüchow zugeordnet.